# Richard Zscheked
Richard Zscheked (auch: Richard Zschecked; geboren 6. Dezember 1885 in Weinböhla; gestorben 26. April 1954 in Schwerin) war ein deutscher Maler, Illustrator, Gebrauchsgrafiker und Radierer sowie Kunstgewerbler.

## Leben
Richard Zscheked wurde als zehntes Kind des Weinbergbesitzers, Stellmachers und Drechslers Johann Gottheit Zscheked geboren. Nach seinem Schulabschluss an der Bürgerschule in Meißen studierte er anfangs in Zittau an der Sächsischen Höheren Fachschule für Textilindustrie mit dem Abschluss als Webmeister. Er unterhielt danach vier Jahre als Musterzeichner ein kunstgewerbliches Atelier in Gera. Es folgte 1907 ein Studium in Dresden an der Akademie für Kunstgewerbe und schließlich 1908 in Weimar an der dortigen Akademie, an der ihn unter anderem Fritz Mackensen unterrichtete. Zscheked schuf Landschaftsbilder, Buchillustrationen, Gebrauchsgrafik, Plakate und Radierungen.
Im letzten Jahr des Ersten Weltkrieges zog Richard Zscheked 1918 nach Schwerin. 1921 war er neben Erich Bentrup, Hermann Koenemann, Georg Schütz und Egon Tschirch einer der fünf Künstler, die für 70 Ortschaften in den damaligen Ländern Mecklenburg-Schwerin und Mecklenburg-Strelitz Vorlagen für die Scheine des sogenannten „Reutergeldes“ entwerfen sollten.
Im Jahr des Höhepunktes der Deutschen Hyperinflation gründete Zscheked 1923 gemeinsam mit Wilhelm Facklam eine Malschule.
Ebenfalls ab der Zeit der Weimarer Republik und auch später zur Zeit des Nationalsozialismus schuf Zscheked Buchgrafiken, so etwa Illustrationen für verschiedene Kinderbücher.
Zscheked war seit 1913 verheiratet mit der aus Schwerin stammenden Malerin Gertrud (Friederike), geb. Voss (* 5. Juni 1886; † 2. September 1970), mit der er seit seinem Studium in Weimar bekannt war.

## Bekannte Werke (Auswahl)
- Buchillustrationen für Emmy Hinrichsen:
  - Lieselotte und ihre Freundin, Sandmeyer, Schwerin 1928[1]
  - Brigitte kommt in die Sonne, Sandmeyer, Schwerin 1935[1]
- Landschaft mit Regenbogen, 1909, Pastell und Kreide, 392 × 545 mm, Staatliches Museum Schwerin
- Kartoffelernte, 1937, Öl[4]
- Das Rathaus in Gadebusch, 1939, Radierung[4]
- Schlossstraße in Ludwigslust, 1939, Radierung, beide Platten ca. 32,5 × 41 cm[4]

Zscheked entwarf 1921/22 die Reuter-Geldscheine für Boizenburg, Brüel, Dassow, Dömitz, Grevesmühlen, Hagenow, Lübz und Wittenburg.

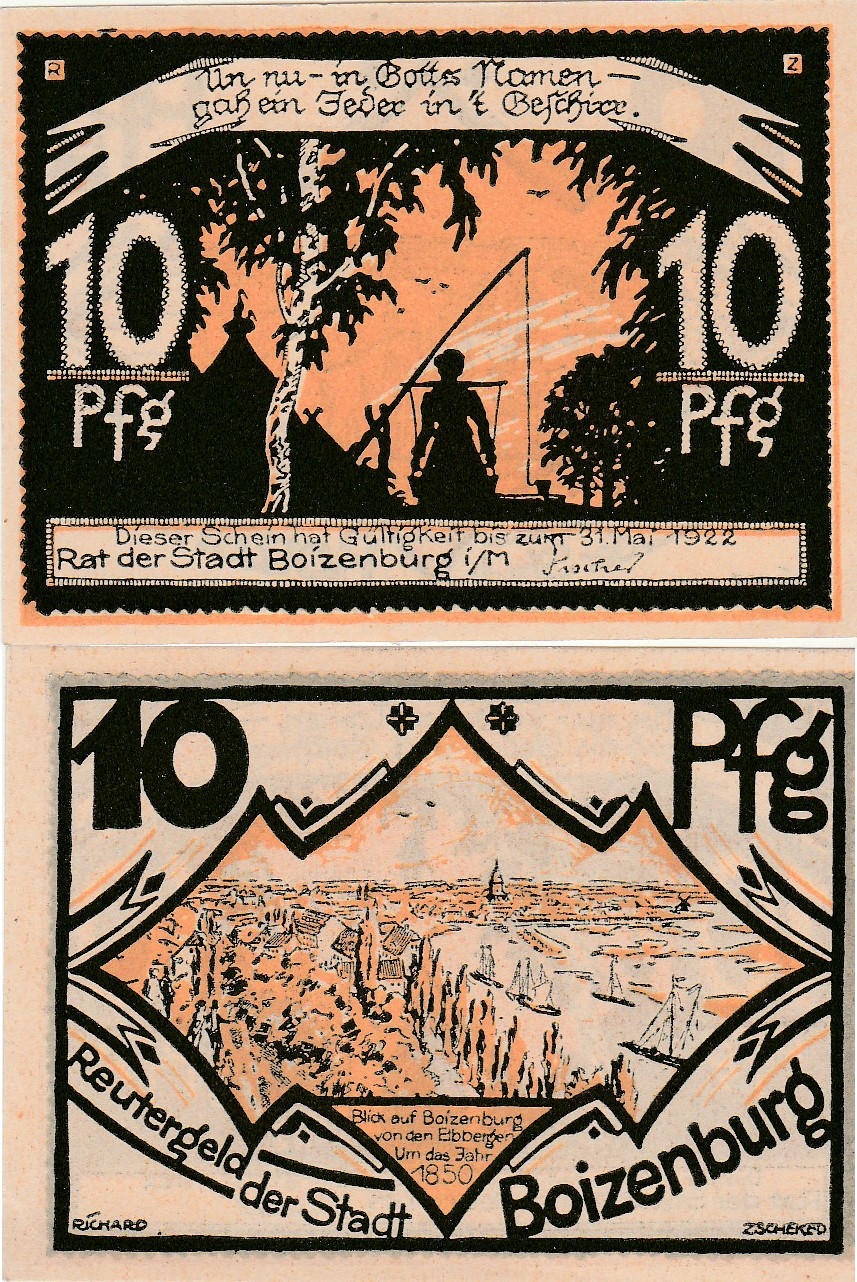
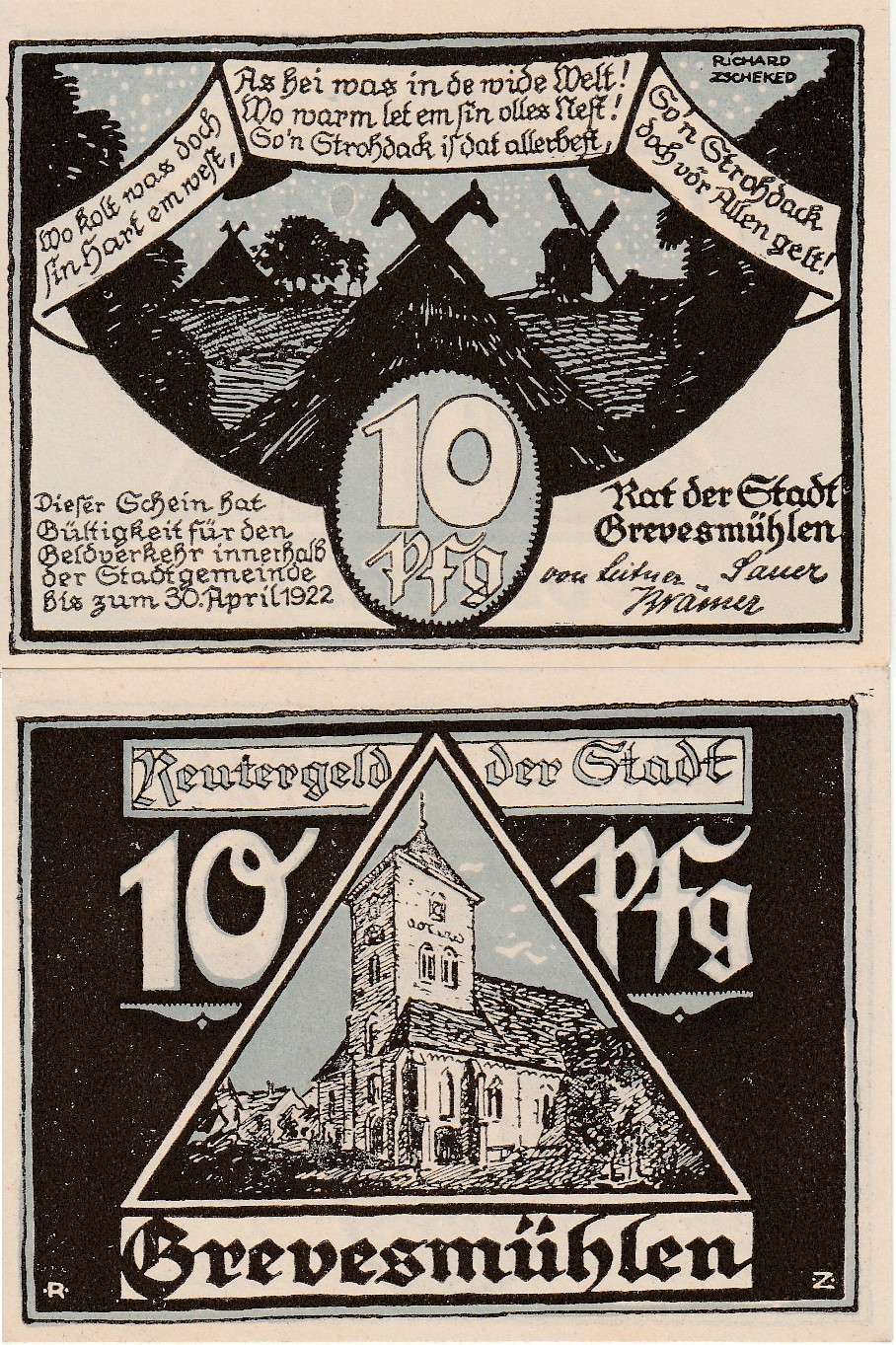
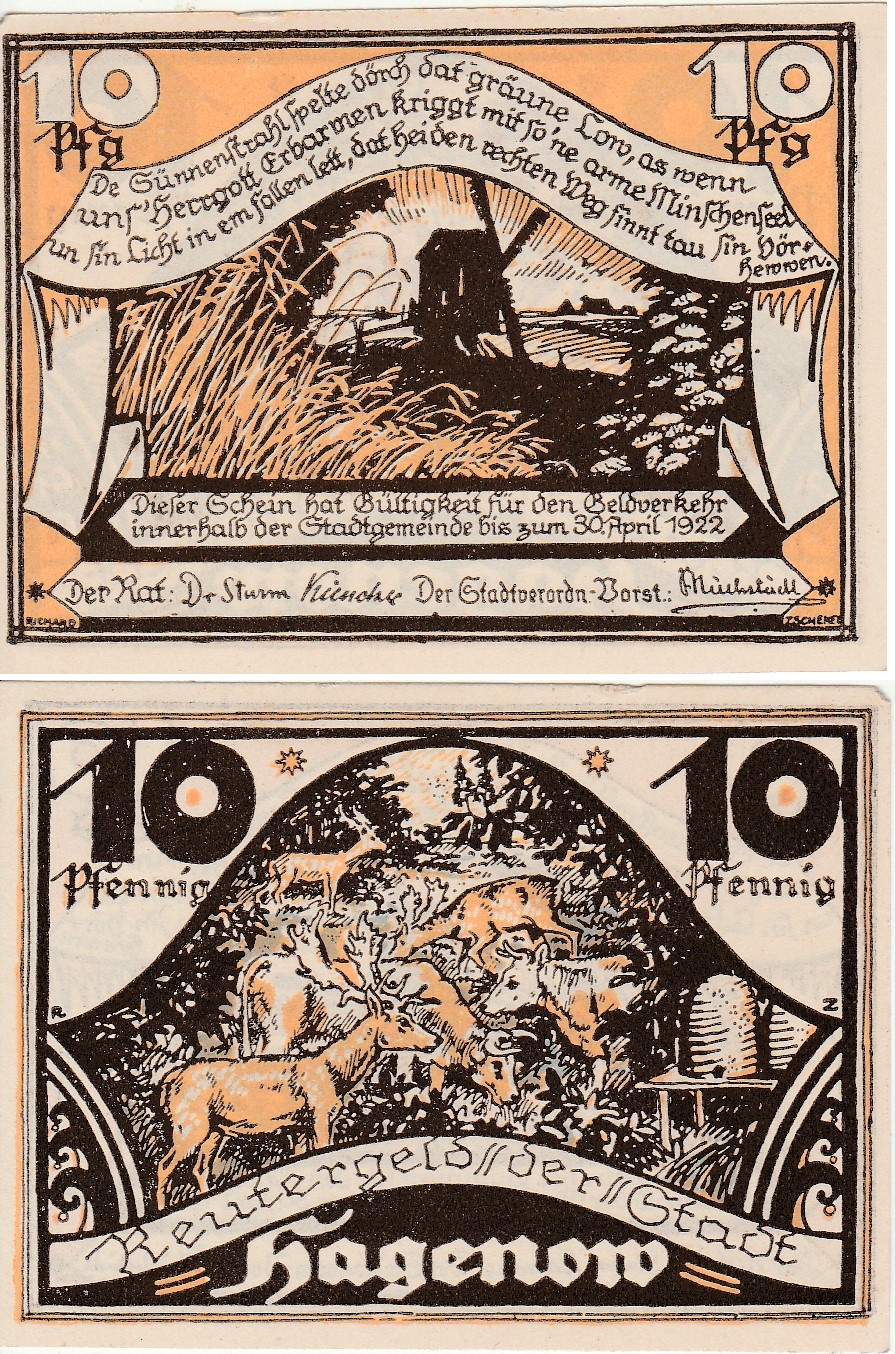